# Aluvihare

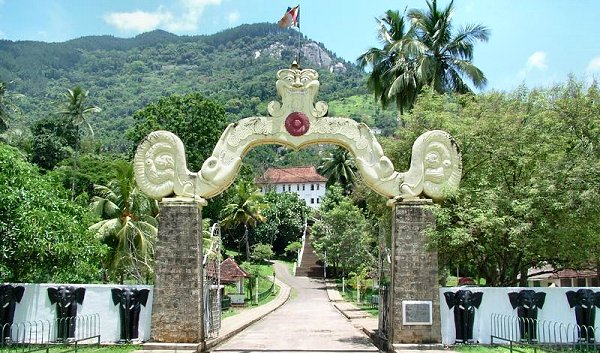
entrada del temple

Aluvihare és una població de Sri Lanka, al districte de Matale, província Central. És una població petita (a vegades citada com Aluwihare) que viu dels turistes que visiten un important temple a la rodalia que porta el nom d'Aluvihare (Vihare = Temple; Alu = Llum) i està excavat a la roca.
El temple de la roca d'Alu (Aluvihare o Matale Alu Viharaya) és un temple sagrat budista situat prop de la població d'Aluvihare. Rodejat de turons, el temple excavat d'Alu és situat a 30 km al nord de Kandy en la carretera de Matale-Dambulla.
La història del temple s'inicia el segle III aC en el regnat de Devanampiyatissa. Es creu que fou aquest rei el que va fundar la dàgoba, va plantar l'arbre Bo, i va construir el temple, quan ja el budisme havia estat introduït al país.